# 保卡爾坦博區 (帕斯科省)
保卡爾坦博區（西班牙語：Distrito de Paucartambo），是秘魯的一個區，位於該國中部帕斯科大區的帕斯科省，始建於1857年5月23日，面積704.83平方公里，海拔高度2,950米，2005年人口18,445，人口密度每平方公里26人。